# Desertobia
Desertobia là một chi bướm đêm thuộc họ Geometridae.

## Các loài
- Desertobia nocturna Viidalepp, 1989